# HD 27631
HD 27631 es una estrella con un exoplaneta en órbita en la constelación austral de Horologium. Es demasiado débil para ser visible a simple vista, con una magnitud visual aparentede 8,24. La distancia a este sistema es de 164 años luz, según mediciones de paralaje. Se aleja a una velocidad radial de 21 km/s.
Se trata de una estrella de tipo G con una clasificación estelar de G3IV, lo que sugiere que es una estrella subgigante que evoluciona a partir de la secuencia principal tras agotar el hidrógeno de su núcleo. Es más pequeña que el Sol, con el 94 % de su masa y el 92 % de su radio. La estrella irradia el 97% de la luminosidad del Sol desde su fotosfera a una temperatura efectiva de 5737 K. Su edad estimada es de aproximadamente 4400 millones de años y gira lentamente, con un período de rotación de unos 31 días.
Un estudio realizado en 2015 descartó la existencia de estrellas compañeras a distancias proyectadas superiores a 40 unidades astronómicas.

## Sistema planetario
De 1998 a 2012, la estrella estuvo bajo observación desde el espectrógrafo CORALIE Echelle del Observatorio La Silla. En 2012, se dedujo un exoplaneta de período largo y órbita amplia mediante velocidad radial. Este hallazgo se publicó en noviembre. En 2023, se determinaron la inclinación y la masa real de HD 27631 b mediante astrometría. Se trata de un planeta superjoviano con una masa de aproximadamente 1,6 veces la de Júpiter. Orbita su estrella anfitriona a una distancia de 3,22 UA, con una excentricidad (ovalidad) de 0,16 y un período orbital de seis años.
| Planeta | Masa    | Semieje mayor (UA) | Periodo orbital (días) | Excentricidad | Inclinación | Radio |
| ------- | ------- | ------------------ | ---------------------- | ------------- | ----------- | ----- |
| b       | 1.56 MJ | 3.22               | 5.95                   | 0.163 ± 0.057 | - °         | ?     |